# Les Cent-Acres
Les Cent-Acres is een gemeente in het Franse departement Seine-Maritime (regio Normandië) en telt 37 inwoners (2009). De plaats maakt deel uit van het arrondissement Dieppe.

## Geografie
De oppervlakte van Les Cent-Acres bedraagt 4,9 km², de bevolkingsdichtheid is dus 7,6 inwoners per km².
De onderstaande kaart toont de ligging van Les Cent-Acres met de belangrijkste infrastructuur en aangrenzende gemeenten.

## Demografie
Onderstaande figuur toont het verloop van het inwonertal (bron: INSEE-tellingen).